# Marszowice (Basse-Silésie)
Pour les articles homonymes, voir Marszowice.
Marszowice est une localité polonaise de la gmina et du powiat d'Oława en voïvodie de Basse-Silésie.